# 茅台酒
茅台酒（マオタイしゅ、貴州茅台酒、Maotai、Moutai）は、中華人民共和国貴州省特産の高粱（カオリャン、蜀黍、モロコシ）を主な原料とする蒸留酒。白酒の一つで、世界三大蒸留酒の一角に数えられる（他はスコッチウイスキー、コニャックブランデー）。強い芳香があり、飲み干した杯にもなお香りが残る。名前は産地の茅台（貴州省北西部仁懐市茅台鎮）に由来する。

## 製造
地元産高梁と、長江支流である赤水河の水を用いる。高温多湿な気候を利用しつつ、原料の蒸しと発酵、蒸留を繰り返す「九蒸八酵七取酒」により造った酒を3年以上寝かせ、調整・配合を経て再び寝かせる。全工程は5年近くかかる。ワインなどのように古酒もある。

## 歴史と現状
こうした製法は400年以上続けられている。茅台酒の生産が始まったのは清代中頃からで、嘉慶・道光年間には20余家が茅台酒を造り、原料として2万石以上の高梁が使われるとの記録が残る（『遵義府史』）が、太平天国の乱によって古くからの酒蔵は破壊された。
この酒は1915年に開催されたサンフランシスコ万国博覧会で金賞を受賞。田中角栄訪中時の宴席など、国家的政治イベントや外国の賓客を招いたパーティーなどでは必ず供され、事実上の「国酒」扱いをされてきたが、貴州茅台酒が2001年から2019年までの間に「国酒」の商標登録を9回申請した際にはすべて却下されている。
そのため、商標を真似た類似酒や偽物が多数出回っており、実際の生産量の倍以上の偽物が流通していると言われている。メーカーでも、ホログラムや製造履歴が確認できるICタグなどの対策を打ち出している。
現行の主要商品ではアルコール度数は53％。かつては65%であったが、近年35〜47%に下げられている。飲み過ぎても二日酔いせず、むしろ適度の飲用は健康に良いとされる。周恩来は風邪を引いても薬は飲まず、茅台酒を飲んで治した。